# Lactobacillus parafarraginis
Lactobacillus parafarraginis è una specie di batterio appartenente alla famiglia delle Lactobacillaceae.